# Franciszek Opydo
Franciszek Opydo (ur. 12 lipca 1856 w Dolnej Wsi, zm. 31 marca 1923 w Wadowicach) – lekarz, polityk konserwatywny potem demokratyczny, poseł do austriackiej Rady Państwa

## Życiorys
Ukończył gimnazjum św. Anny w Krakowie (1876), a następnie wydział medyczny Uniwersytetu Jagiellońskiego, gdzie 15 grudnia 1881 otrzymał tytuł dr medycyny. Od 1881 prowadził praktykę lekarską, a od 1883 był lekarzem miejskim w Wadowicach. Lekarz sądowy c.k.Sądu Obwodowego w Wadowicach (1897-1914). Członek Towarzystwa Gimnastycznego "Sokół". Od 1913 prezes Towarzystwie Upiększania Miasta Wadowic i Okolicy – przyczynił się m.in. do powstania Parku Miejskiego w tym mieście.
Politycznie związany najpierw z konserwatystami krakowskimi – stańczykami, następnie z polskimi demokratami. Od 1885 członek Rady Miejskiej w Wadowicach. Wiceburmistrz (1897-1898) i burmistrz Wadowic (1899-1902 i 1909-1918). Członek Okręgowej Rady Szkolnej w Wadowicach (1901-1914). W latach 1908–1914 członek Rady Powiatu w Wadowicach, wybrany z grupy gmin wiejskich, w latach 1913-1914 był członkiem Wydziału Powiatowego w Wadowicach.
Poseł do austriackiej Rady Państwa X kadencji (31 stycznia 1901 – 30 stycznia 1907), wybrany w kurii IV (gmin wiejskich) w okręgu wyborczym nr 3 (Wadowice-Andrychów-Kalwaria-Zator-Myślenice-Jordanów-Maków). W parlamencie należał najpierw do grupy posłów demokratycznych a następnie od 1904 był współzałożycielem i członkiem Polskiego Centrum Ludowego. W Radzie Państwa zajmował się sprawami stanu sanitarnego Galicji i regulacji rzek galicyjskich.

## Rodzina i życie prywatne
Urodził się w rodzinie chłopskiej, jego ojciec Wojciech posiadał gospodarstwo w Dolnej Wsi koło Mszany Dolnej (pow. myślenicki). Ożenił się z Zofią z Graffów. Pochowany na cmentarzu parafialnym w Wadowicach.